# Ljubov Serafima Frolova
Ljubov Serafima Frolova (russisk: Любовь Серафима Фролова) er en sovjetisk spillefilm fra 1968 af Semjon Tumanov.

## Medvirkende
- Leonid Kuravljov som Serafim Frolov
- Tamara Sjomina som Nastja
- Larisa Luzjina som Anfisa
- Gennadij Jukhtin
- Pavel Sjprigfelt